# Bastionen
Bastionen är ett berg i Antarktis. Det ligger i Östantarktis. Norge gör anspråk på området. Toppen på Bastionen är 2 460 meter över havet.
Terrängen runt Bastionen är kuperad åt nordost, men åt sydväst är den bergig. Trakten är obefolkad. Det finns inga samhällen i närheten. 